# Raquel Romero
Raquel Romero Zumarán (La Paz, 13 de noviembre de 1954) es una investigadora, gestora cultural y directora de cine boliviana, conocida por su rol como pionera e impulsora en el desarrollo del video en Bolivia y por su participación en el Movimiento del Nuevo Cine y Video Boliviano.

## Biografía
Romero estudió Comunicación Social en la Universidad Central de Venezuela, especializándose en cine y televisión. Al retornar a a Bolivia trabajó junto a Antonio Eguino y posteriormente desempeñó otros roles de producción en las películas Mi socio de Paolo Agazzi y Amargo Mar de Eguino.
Fue directora ejecutiva del Movimiento del Nuevo Cine y Video Boliviano, MNCVB, su presencia junto a la de mujeres como Liliana de la Quintana, Danielle Caillet, Cecilia Quiroga, entre otras fue disruptiva en un ámbito con presencia mayoritaria de hombres.
Romero reconoce la influencia de Luis Espinal en el desarrollo del movimiento audiovisual local. 
Además de sus propuestas prácticas estéticas y teóricas, Romero, junto a las mujeres que integraban activamente el MNCVB plantearon el tema de la discriminación, las restricciones a las mujeres en los roles de dirección y otros relacionados con la desigualdad en el ámbito audiovisual de la década de 1980 en Bolivia.
En 1989 junto a otras mujeres videastas escribieron el Manifiesto de las mujeres videastas de Bolivia, que planteaba:
- La organización de las mujeres en el marco del MNCVB.
- La creación de un fichero nacional que dé a conocer información sobre las labores, proyectos y filmografía de las mujeres videastas.
- La realización de talleres de autoformación y formación profesional.
- La apertura de una categoría especial en el Concurso Cóndor de Plata.
- La difusión de ciclos de videos y/o películas de las realizadoras en forma anual.
- Canalizar recursos para la producción colectiva a fin de que sea un trabajo remunerado y se pueda vivir de ello.

Además de Romero, otras mujeres firmantes del Manifiesto fueron: Patricia Flores, Liliana de la Quintana, María Teresa Flores, Gabriela Ávila, Beatriz Fernández, Esperanza Pinto, María Eugenia Muñoz, Catalina Delgado, Cecilia Quiroga, Eva Urquidi y Carmen Guarachi.
En 2023 fue parte de la organización del 4to Congreso Plurinacional de Cultura Viva Comunitaria.

## Obra
Romero, además de su trabajo como gestora cultural, ha desarrollado las obras:
- El consejo histórico de Caracas ,1979.
- María Lioza, un culto de Venezuela, junto a Mario Handler, 1980.
- Vencer al abandono (1982)
- Destrucción nacional, junto a Paolo Agazzi y Diego Torres, 1983.
- Abriendo brecha, junto a Paolo Agazzi, 1984)
- Voces de libertad, sobre las mujeres anarquistas, 1990.[13]
- Ese sordo del alma, 1990.

## Reconocimientos
- Reconocimiento a la trayectoria, festival de cine de Oruro Diablo de oro.[9]